# Wanda Maximoff (Marvel Cinematic Universe)
Wanda Django Maximoff è un personaggio interpretato da Elizabeth Olsen nei media franchise del Marvel Cinematic Universe (MCU), basato sull'omonimo personaggio dei Marvel Comics. Wanda è inizialmente una rifugiata sokoviana che, insieme al suo fratello gemello Pietro, decide di sottoporsi come volontaria agli esperimenti dell'Hydra. La Gemma della mente amplifica le sue naturali capacità telecinetiche e di manipolazione dell'energia note come magia del caos. Inizialmente, Wanda è in conflitto con gli Avengers, salvo poi entrare a farne parte come uno dei più potenti membri.
Sviluppa una relazione romantica con Visione, e, a seguito della sua morte e del Blip, diventa mentalmente instabile ed utilizza le sue capacità per manipolare la cittadina di Westview in una finta realtà creata a suo piacimento. Questo la porta ad entrare in conflitto con lo S.W.O.R.D. e con Agatha Harkness e a liberare la città. In seguito, sviluppa i suoi poteri latenti attingendo dal Darkhold assumendo l'antico titolo di Scarlet Witch. Poco dopo, cerca di catturare America Chavez per prendere i suoi poteri che le consentono di viaggiare nel multiverso in modo da poter vivere con delle varianti dei suoi figli, Billy e Tommy, creati nella sua precedente simulazione, finendo per entrare in conflitto con il Dottor Strange ed i suoi alleati.
Wanda è stata introdotta per la prima volta in un cameo non accreditato in Captain America: The Winter Soldier (2014) e fino al 2022 è apparsa in sei film della serie, oltre ad aver avuto un ruolo da protagonista nella miniserie televisiva originale di Disney+ WandaVision (2021) e da antagonista principale nel film Doctor Strange nel Multiverso della Follia (2022). Delle sue varianti appaiono nella serie animata What If...? (2021) e in Doctor Strange nel Multiverso della Follia (2022). La rappresentazione del personaggio da parte di Olsen è stata ben accolta e ha ottenuto una serie di riconoscimenti per la sua interpretazione, in particolare è stata premiata per un Primetime Emmy Awards nel 2021 e un Golden Globe nel 2022.

## Biografia del personaggio

### Primi anni
Wanda e suo fratello Pietro nascono nel 1989 a Sokovia (un fittizio Paese europeo in un costante clima bellico contro gli Stati Uniti), imparando fin da piccoli l'inglese grazie alla visione di sitcom televisive americane. I genitori vengono uccisi da un bombardamento quando i gemelli hanno dieci anni; in quella circostanza i bambini restano bloccati per due giorni nella loro casa a causa di una bomba inesplosa targata Stark Industries e ciò li porta a maturare un forte odio nei confronti di Tony Stark. Anni dopo si uniscono in una resistenza locale che disprezza l'operato degli Avengers. Nel 2014, i gemelli Maximoff si offrono come volontari per un esperimento dell'Hydra consistente nell'entrare in contatto con uno scettro mistico che contiene la Gemma della mente. I due sono gli unici volontari a sopravvivere, sviluppando abilità sovrumane: Pietro ottiene una super-velocità, Wanda acquisisce poteri telecinetici e telepatici.

### L'incontro con Ultron e gli Avengers
Nel 2015 gli Avengers assaltano una base dell'Hydra sulle Alpi per recuperare lo scettro mistico e qui si scontrano per la prima volta con i gemelli Maximoff; i gemelli lasciano che il gruppo recuperi lo scettro, ma Wanda usa il suo potere contro Stark provocandogli una visione inquietante sul futuro che lo turba profondamente, portandolo successivamente a costruire Ultron.
Ultron dimostra intenzioni malevoli e, dopo essere sfuggito al controllo degli Avengers, recluta i gemelli Maximoff promettendo di aiutarli ad avere vendetta. I tre si dirigono in Sudafrica per acquistare Vibranio dal folle e arrogante trafficante Ulysses Klaue, ma vengono raggiunti dagli Avengers; Wanda disabilita Captain America, la Vedova Nera e Thor mediante le sue visioni, dopodiché manipola Hulk per scatenarlo contro una città e distrarre il gruppo. Ultron usa il Vibranio e la Gemma della mente per costruirsi un nuovo corpo, ma Wanda gli legge la mente e scopre che intende annientare l'umanità, pertanto lei e Pietro si rivoltano contro di lui unendosi agli Avengers. La squadra recupera il corpo costruito da Ultron facendo nascere Visione, poi si reca a Sokovia per sconfiggere definitivamente il malvagio Ultron. Nonostante quest'ultimo venga sconfitto, nello scontro Pietro resta ucciso e Sokovia rasa praticamente al suolo. Wanda, rimasta sola, si trasferisce alla base degli Avengers come membro ufficiale del gruppo.
Qualche tempo dopo, Visione visita Wanda e la conforta per la morte di Pietro, assicurandole che il dolore che prova per aver perso la sua famiglia significava che li amava ancora.

### La guerra civile
Un anno dopo, Wanda si reca in Nigeria con Steve Rogers, Natasha Romanoff e Sam Wilson per una missione consistente nel fermare il mercenario Crossbones. Durante lo scontro Wanda, nel tentativo di fermare un attacco kamikaze del criminale, porta alla distruzione di un palazzo causando la morte di molte persone. L'evento porta le Nazioni Unite a richiedere un trattato per controllare le attività dei superumani, considerati pericolosi e fuori controllo. Wanda sviluppa in particolare un profondo rapporto con Visione, ma decide di unirsi alla fazione di Avengers guidata da Rogers contraria agli accordi, allontanandosi per questo da Visione. Al termine di uno scontro in aeroporto, Wanda si lascia arrestare con i compagni Falcon, Occhio di Falco e Ant-Man, venendo rinchiusa in una prigione di massima sicurezza da cui evade con Wilson grazie all'intervento di Rogers.

### La guerra dell'infinito e resurrezione
Durante il periodo di latitanza Wanda continua a frequentarsi con Visione in segreto e nel 2018 vanno a Edimburgo per trascorrere del tempo insieme, progettando di costruirsi una vita insieme. Tuttavia vengono raggiunti da alcuni membri dell'Ordine Nero di Thanos, in cerca delle Gemme dell'infinito (essendo la Gemma della mente incastonata nella fronte di Visione) per sterminare metà della popolazione dell'universo. Wanda e Visione vengono salvati da Captain America, la Vedova Nera e da Falcon, per poi dirigersi in Wakanda per separare la Gemma della mente da Visione in sicurezza affinché poi Wanda possa distruggerla. Con il sopraggiungere di Thanos e del suo esercito, Wanda si trova costretta a distruggere la Gemma in testa a Visione, uccidendo così l'androide; Thanos, però, sfruttando il potere della Gemma del Tempo, riporta temporaneamente in vita Visione e gli sottrae la pietra (uccidendolo definitivamente), per poi mettere in atto il suo piano di genocidio: Wanda è tra le vittime dello sterminio universale.
Cinque anni dopo, gli Avengers riescono a riportare in vita le persone uccise dallo sterminio di Thanos e gli alleati della squadra sono chiamati a combattere una versione del 2014 del titano e del suo esercito; Wanda, insieme a Captain Marvel, è l'unica ad avvicinarsi veramente ad uccidere Thanos in uno scontro diretto corpo a corpo, tanto che il titano è costretto a far bombardare il campo di battaglia per avere speranza di sopravvivere. Successivamente Wanda partecipa al funerale di Stark (sacrificatosi per uccidere Thanos) e si consola reciprocamente con Barton per le perdite dei loro cari Visione e Natasha.

### L'avvento di Scarlet Witch
Tre settimane dopo la sconfitta di Thanos, Wanda apprende dallo S.W.O.R.D. che il corpo di Visione non potrà esserle restituito in quanto composto di materiale troppo prezioso; la donna si dirige a Westview, una cittadina del New Jersey dove lei e Visione progettavano di trasferirsi insieme e, sopraffatta dal dolore, sprigiona inavvertitamente i suoi poteri, portando la città a essere rinchiusa in una bolla mistica dentro la quale la vita scorre come una sitcom chiamata WandaVision, con protagonisti Wanda stessa e Visione (ricreato con il potere della Gemma della mente che è in lei). I due conducono una vita sposata e hanno due figli gemelli, Billy e Tommy Maximoff, ma diventa sempre più evidente che Wanda stia intrappolando i cittadini di Westview sottomettendoli alla sua volontà, richiedendo anche l'intervento dello S.W.OR.D. per fermarla. Wanda scopre che in città è giunta un'altra strega, Agatha Harkness, che riconosce in Wanda la leggendaria "Scarlet Witch", ovvero una strega di grande potenza che non necessita di addestramento. Agatha intende impossessarsi dei poteri di Maximoff e ingaggia con lei una battaglia, ma viene sconfitta e intrappolata nel ruolo di "Agnes", che ricopriva nella sitcom fittizia. Wanda capisce di dover liberare Westview e i suoi abitanti e così facendo lascia dissolvere Visione, Billy e Tommy, essendo stati creati da lei e pertanto legati alla bolla mistica; dopodiché, Wanda si dà nuovamente alla macchia in solitudine portando con sé il libro del Darkhold.
Il libro magico porta Wanda ad ampliare i suoi poteri, ma corrompe la sua anima: Wanda diventa ossessionata all'idea di ricongiungersi con Billy e Tommy, in quanto scopre che esistono degli universi alternativi in cui loro sono ancora vivi. Inizia pertanto a braccare una ragazza, chiamata America Chavez, dotata del potere incontrollato di viaggiare per il Multiverso, con l'intento di strapparglielo pur con la consapevolezza che questo ucciderebbe la ragazza. Per tale ragione Wanda si scontra con Stephen Strange, Wong e gli altri maestri delle arti mistiche, che intendono proteggere America; dopo un duro e violento scontro, Wanda realizza disperatamente con rimorso quanto sia stata corrotta dal malvagio potere dell'oscuro libro di Chthon e capisce di non poter ottenere ciò che vuole. Pertanto si sacrifica apparentemente per distruggere tutte le copie del Darkhold presenti nel Multiverso, così da impedire ad altre persone di cadere in tentazione, morendo però fra i detriti del monte Wundagore.

## Versioni alternative

### Epidemia di zombi
In un 2018 alternativo Wanda è contagiata da un virus quantico che la rende una zombi, come gran parte della popolazione mondiale. Visione scopre un modo per curare gli infetti con la Gemma della mente ma il potere di Wanda è troppo forte e contrasta la cura; pertanto, nonostante sia conscio che ucciderla sarebbe l'opzione migliore per la sicurezza di tutti i sopravvissuti e il resto dell'umanità, il suo amore per lei gli impedisce di farlo e pur di tenerla ancora viva l'androide attira gli esseri umani superstiti in un campo abbandonato per darli in pasto alla Maximoff. Un gruppo di Avengers superstiti giunge sul posto e li scopre e Wanda riesce a uccidere Kurt, Okoye e Bucky Barnes prima di essere contrastata da Hulk, che permette ai compagni (Peter Parker, T'Challa e Scott Lang) di scappare con la cura. Successivamente, durante uno scontro tra i Guardiani del Multiverso e Infinity Ultron, una versione alternativa del robot potenziato con le Gemme dell'infinito, Strange Supreme, una variante di Doctor Strange, evoca diversi zombie (tra cui Wanda) per rallentare l'avversario. Il robot omnicida però si rivela talmente potente da contrastare ora persino il potere di Wanda, la quale non può fare altro che assistere impotente e scioccata mentre la variante di Ultron con il volto del suo amato Visione fa esplodere il pianeta deserto con tutta l'orda di zombie, compresa lei.

### Terra-838
In una realtà nominata come la "Terra-838", Wanda vive una vita normale e suburbana con i suoi figli Billy e Tommy prima che la sua controparte della Terra-616 la possegga tramite il Dream Walking per cercare il Dottor Strange e America Chavez, uccidendo gran parte degli Illuminati (tutti tranne Karl Mordo) mentre si trova in quel corpo. Dopo che Chavez rimanda Wanda sulla Terra-838, la Wanda della Terra-616 ingaggia un combattimento con la sua controparte, facendo spaventare i Billy e Tommy della Terra-838 i quali rifiutano la prima facendola crollare emotivamente con rimorso. La Wanda della Terra-838, una volta compresa la situazione (molto probabilmente usando i suoi poteri per leggere la mente della sua controparte e comprendere tutta la sua storia), assicura alla Wanda della Terra-616 che i suoi figli in questo universo saranno amati.

### Gli Avengers del 1602
Nell’anomalia temporale seicentesca provocata da Steve Rogers, Wanda è la strega di corte al servizio della Regina Hela e, alla morte di lei, di Re Thor. Per salvare il loro universo dalla distruzione, Wanda evoca Captain Carter tramite un portale e le affida il compito di scoprire chi è il Precursore di quella linea temporale, ovvero Rogers. Wanda aiuta quindi Carter a compiere la sua missione all’insaputa di Thor e durante la battaglia che ne deriva tiene a bada il suo sovrano coi suoi poteri, mentre allo stesso tempo cerca di richiudere una crepa temporale che minaccia di risucchiare tutti. Nel finale Carter ripara l’anomalia utilizzando la Gemma del Tempo per annullare l’incidente provocato da Steve, e rispedisce tutti nel loro presente.

## Caratterizzazione

### Aspetto e personalità

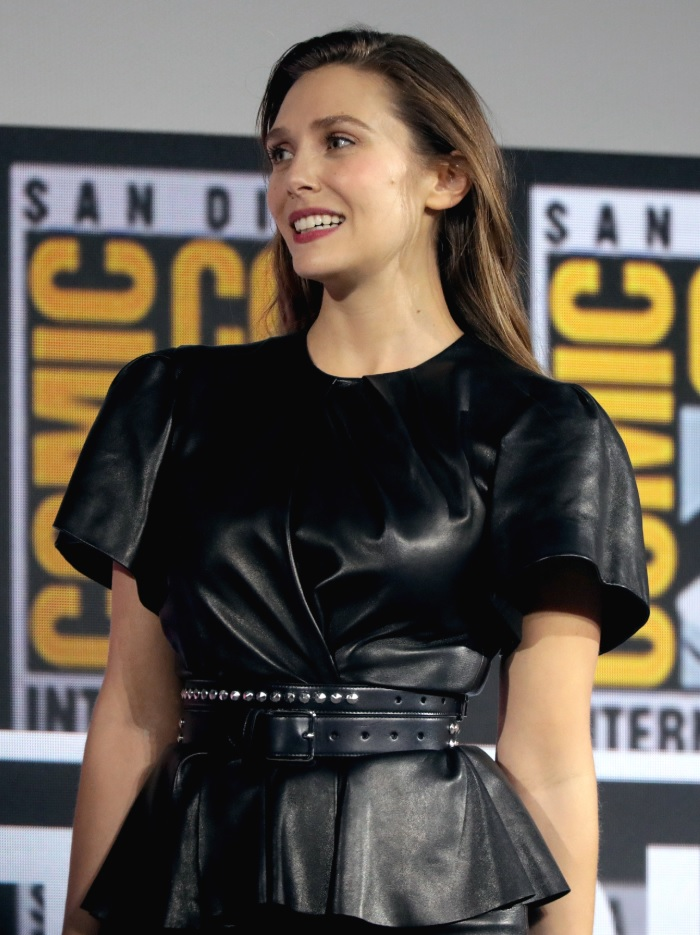
Elizabeth Olsen al San Diego Comic-Con International 2019 per la promozione di Doctor Strange nel Multiverso della Follia

Wanda fino alla serie tv WandaVision indossa sempre dei jeans e un giubbotto di pelle rossa, nell'episodio finale della serie indossa per la prima volta l'abito della sua controparte cartacea.
Dalla morte dei suoi genitori Wanda è rimasta profondamente scioccata e per nascondere il suo dolore e le sue frustrazione guarda sempre sitcom degli anni passate immaginando e desiderando una vita semplice come i protagonisti delle serie tv. Pietro è sempre stato il suo unico motivo per continuare a vivere e dopo la morte di quest'ultimo per mano di Ultron sprofonda in una depressione da cui solamente grazie a Visione riesce a uscirne. I due infatti s'innamorano e desiderano iniziare una vita insieme lontano dalle battaglie e dagli Avengers. Tuttavia dopo essersi unita agli Avengers li considera dei veri amici e li ringrazia per avergli dato uno scopo di vita. Lei da sempre è stata considerata pericolosa per i suoi poteri che hanno sempre portato a una catastrofe ma questo non ha impedito a Visione di innamorarsi di lei. Dopo che Visione viene ucciso da Thanos la sua vita sprofonda ancora di più al punto da creare una finta vita alternativa in una cittadina chiamata Westview dove controlla le persone e crea un finto Visione vivendo una vita spensierata come i protagonisti delle sitcom che guardava.
Sebbene inizialmente incapace di accettare la realtà e insistendo aggressivamente nel continuare a vivere nella falsa vita a Westview da lei creata (al punto da respingere violentemente più volte Monica Rambeau quando questa tenta di farla ragionare), lo scontro con Agatha Harkness e la consapevolezza di aver manipolato le vite dei cittadini la fa maturare al punto da cancellare la realtà da lei creata (e con essi Visione, Billy e Tommy) e iniziare ad accettare di andare avanti con la sua vita. Tuttavia, dopo essersi isolata tra le montagne ad apprendere l'uso del Dakrhold, è diventata talmente corrotta e ossessionata dal ritrovare Billy e Tommy in un altro universo da perdere completamente la propria bussola morale e la ragione, commettendo atrocità e seminando morte pur di arrivare ad America Chavez e sottrarle i poteri per ritrovare i propri figli; approdata nella Terra-838 mentre cercava di uccidere Wanda, finisce per terrorizzare le varianti dei suoi bambini in tale universo e rendersi conto ancora una volta del male che ha causato, decidendo così di distruggere il Darkhold in tutto il Multiverso e con esso il Monte Wungadore, a costo della sua vita e ponendo fine alla minaccia di Scarlet Witch una volta per tutte. Uno dei motivi alla base dello stravolgimento della personalità di Scarlet Witch è stato il fatto che Sam Raimi ha ammesso di non aver visto completamente la serie WandaVision e di non aver pertanto tenuto conto dello sviluppo narrativo del personaggio dopo gli eventi di Westview, portando ad una situazione analoga allo stravolgimento narrativo del personaggio di Daenerys Targaryen.

### Poteri
Wanda è una strega nata con la capacità di sfruttare la magia del caos: ciò le garantisce poteri telecinetici, telepatici e di manipolazione/proiezione di energia. La sua magia è anche in grado di alterare la realtà. Le abilità psichiche di Wanda sono state successivamente migliorate dall'esposizione sperimentale alla Gemma della mente.
In Avengers: Age of Ultron, i poteri di Wanda sono per lo più telecinetici e telepatici, usati spesso per ipnotizzare gli Avengers inducendo loro incubi e facendo trasformare forzatamente Banner in Hulk. Viene anche vista lanciare sfere di energia, creare campi magnetici per proteggere se stessa e i cittadini sokoviani e distruggere un esercito di droni di Ultron con un'ondata di energia. Al nuovo Avengers Compound in seguito, viene vista brevemente levitare.
In Avengers: Infinity War, Visione rivela che solo lei è in grado distruggere una Gemma dell'infinito.
Il presidente dei Marvel Studios, Kevin Feige, ha rivelato che Wanda è in assoluto l'Avenger più potente di tutto il Marvel Cinematic Universe.
In WandaVision si scopre che i poteri di Wanda sono molto più potenti di quello che pensa, infatti Agatha Harkness le rivela che lei è la strega presente nel Darkhold il libro dei dannati dove viene chiamata "Scarlet Witch" e i suoi poteri sono talmente potenti da essere più forte perfino dello Stregone Supremo e che la sua magia è chiamata Magia del Caos. Ella può infatti manipolare la realtà a suo piacimento creando piccole realtà alternative e addirittura creando persone dal nulla, come ha fatto con Visione e i suoi figli. Lei ha sempre utilizzato una piccola parte dei suoi poteri e dopo aver preso il Darkhold comincia a studiarlo per ampliare i suoi poteri ancora di più.

## Concezione e sviluppo
Scarlet debutta, insieme al suo fratello gemello Quicksilver, come membro della Confraternita dei mutanti malvagi in X-Men #4 (marzo 1964). Erano inizialmente rappresentati come degli antagonisti disinteressati dalle idee di Magneto. Scarlet Witch era rappresentata come introversa e disprezzante nei confronti dei suoi compagni di squadra.
Stan Lee, autore dei Vendicatori, ha inizialmente composto la squadra includendo gli eroi più importanti della Marvel. Tuttavia, alla fine ha modificato il roster della squadra, lasciando solo Capitan America, e aggiungendo dei cattivi da altri fumetti: Scarlet e Quicksilver dagli X-Men e Occhio di Falco dalle avventure di Iron Man in Tales of Suspense. La squadra era conosciuta come "Cap's Kooky Quartet". Sebbene sia comune un cambiamento nei membri della formazione, un cambiamento del genere non era mai avvenuto. Scarlet sarebbe poi diventato un membro duraturo della squadra.
Alcuni anni dopo, lo scrittore dei Vendicatori Roy Thomas ha iniziato lo sviluppo di una relazione romantica duratura tra Scarlet e Visione, pensando che avrebbe aiutato con lo sviluppo del personaggio. Ha scelto questi due personaggi perché erano allora pubblicati solo nei fumetti dei Vendicatori, in questo modo la relazione non avrebbe influito con altre pubblicazioni.

### Adattamento e apparizioni
Negli anni '90, la Marvel ha concesso in licenza alla 20th Century Fox i diritti cinematografici degli X-Men e dei concetti correlati, come i mutanti. La Fox ha creato una serie di film basata sul franchise. Anni dopo, la Marvel ha avviato il proprio franchise cinematografico, il Marvel Cinematic Universe, incentrato sui personaggi non ancora concessi in licenza ad altri studi, come i Vendicatori. Il nucleo principale di questo franchise erano gli Avengers, sia nei film indipendenti e sia nel film di successo The Avengers. Quicksilver e Scarlet erano personaggi i cui diritti erano contestati da entrambi gli studi. La Fox rivendicava i diritti su di loro sia perché erano mutanti, sia perché erano figli di Magneto, il cattivo principale della maggior parte dei loro film, mentre la Marvel ha rivendicato i diritti sulla base della loro storia editoriale, la quale più associata ai Vendicatori piuttosto che agli X-Men. Gli studi hanno stretto un accordo in modo che entrambi potessero usufruire dei diritti sui personaggi. La base di questo accordo sta nel fatto che le trame dei film non facciano alcun riferimento alle proprietà dell'altro studio: i film Fox non possono menzionare i due personaggi come membri degli Avengers, mentre i film Marvel non possono menzionarli come mutanti o figli di Magneto. Nonostante questo accordo, i film della serie Fox X-Men non hanno mai incluso Scarlet.
Nel maggio 2013, Joss Whedon considerava Saoirse Ronan la sua attrice "prototipo" per la parte, ma nell'agosto dello stesso anno è stata scelta per il ruolo l'attrice Elizabeth Olsen. Da allora, Olsen ha interpretato Wanda Maximoff nel Marvel Cinematic Universe. Olsen ha affermato che quando Joss Whedon le ha offerto il ruolo, egli le ha detto "quando vai a casa e la cerchi su Google, sappi solo che non dovrai mai indossare quello che indossa nei fumetti", e, in linea con questo, il costume fumettistico di Wanda è stato ignorato in favore di un abbigliamento più casual. La sua prima apparizione, insieme a Quicksilver, è in una scena durante i titoli di coda di Captain America: The Winter Soldier come prigioniera del Barone Strucker (Thomas Kretschmann). Scarlet Witch è diventato un personaggio secondario nel film del 2015 Avengers: Age of Ultron, in cui i fratelli cospirano inizialmente con Ultron (James Spader), similmente all'iniziale ruolo da cattivi che essi assumevano nei fumetti, finendo poi per disertare ed entrare negli Avengers. Quicksilver muore nel conflitto che ne segue mentre Wanda diventa un membro degli Avengers di Captain America. Appare poi nel film del 2016 Captain America: Civil War. Sia Olsen che Aaron Taylor-Johnson hanno firmato un contratto per più pellicole. Olsen riprende il ruolo nel film del 2018 Avengers: Infinity War, nel sequel del 2019 Avengers: Endgame e nel film del 2022 Doctor Strange nel Multiverso della Follia. Nei film, possiede abilità telecinetiche e telepatiche, che ha acquisito volontaria come soggetto di prova negli esperimenti Hydra per creare supersoldati una volta esposta alla gemma della mente. Pertanto, sia lei sia suo fratello sono descritti nei film come "umani potenziati", al contrario dei mutanti che erano prima nei fumetti.
Da settembre 2018, i Marvel Studios hanno iniziato lo sviluppo di diverse miniserie per il servizio streaming di Disney, Disney+, incentrate su personaggi secondari dei film del Marvel Cinematic Universe che non hanno ricevuto e che probabilmente non avrebbero ricevuto in seguito un proprio film, come Scarlet, con Elizabeth Olsen che avrebbe dovuto riprendere il suo ruolo. Il titolo della serie è stato poi rivelato essere WandaVision, con coprotagonista Paul Bettany nei panni di Visione. La serie è stata trasmessa a partire da gennaio 2021. Poiché la serie è basata su Wanda e Visione che appaiono come protagonisti di una sitcom (costruita da Wanda per sfuggire al suo dolore per la morte nel mondo reale di Visione), il suo abbigliamento in tutta la serie riflette i vari stili di abbigliamento dei personaggi che si sono succeduti nelle sitcom in diversi decenni del genere. Nel finale, dopo aver abbracciato completamente la sua identità di Scarlet Witch, Wanda ottiene un nuovo costume che riflette una versione modernizzata della sua controparte fumettistica.

## Differenze dai fumetti
Fino al 2019, Magneto ed altri personaggi degli X-Men non sono stati introdotti nel Marvel Cinematic Universe dal momento che i Marvel Studios non detenevano i diritti per lo sfruttamento cinematografico degli X-Men fino ad inizio 2019, per questo non vi è alcuna menzione al fatto che Wanda sia figlia di Magneto ed i due gemelli non hanno alcun rapporto con gli X-Men (non ancora introdotti nell'MCU).
Nei fumetti, dal 1979, è dichiarato che Wanda e Pietro sono rom, essendo stati adottati e cresciuti da una coppia di zingari. I loro genitori naturali sono Magneto e Magda Eisenhardt (una donna rom), i quali si sono conosciuti in un campo di concentramento nazista durante la Seconda Guerra Mondiale. Un successivo retcon cancella la loro parentela con Magneto, affermando che la loro vera madre è Natalya Maximoff, sorella biologica del padre adottivo dei gemelli, che ha trasmesso il titolo "Scarlet Witch" alla figlia.
Wanda nell'MCU inizialmente possiede dei poteri diversi dalla sua controparte cartacea, essendo stata descritta, piuttosto che come una detentrice di magia vera, come un "analogo di Jean Grey, dotato di poteri sia telepatici sia telecinetici", con le sue abilità nel MCU derivate almeno in parte da esperimenti in cui è stata esposta alla Gemma della mente.
In WandaVision, tuttavia, Wanda si rivela essere una vera e propria maga, l'unica attualmente in grado di utilizzare la magia del caos. La serie esplora la sua capacità di manipolare la realtà, esattamente come la controparte dei fumetti. I suoi poteri sono stati soggetti ad una retcon: se è vero che i suoi poteri sono emersi dalla Gemma della mente, in WandaVision viene visto come lei in realtà possegga la capacità latente di esercitare la magia del caos sin dalla nascita. La Gemma della mente, quindi, ha semplicemente sbloccato queste abilità dormienti.

## Accoglienza
Dopo l'uscita di Avengers: Endgame, Rachel Leishman del The Mary Sue ha scritto che Wanda "non è il personaggio più arricchito, perché è spesso legata a un personaggio maschile e molto raramente fa altro che uccidere persone accidentalmente", ma che Avengers: Infinity War ha fornito "la Wanda che comprende il suo posizionamento tra gli Avengers e le sue capacità", mentre da Avengers: Endgame  Wanda "comincia a prendere la sua posizione come uno dei nuovi leader degli Avengers". Jen Chaney di Vulture ha recensito WandaVision positivamente, affermando che "i personaggi di Olsen e Bettany sono stati spesso trattati come scalda panchina in una squadra di stelle nei film di Avengers. Qui brillano davvero". Eric Deggans di NPR dice del personaggio che "un risultato di esperimenti confuso e addolorato, dotato di poteri che non capisce e che lotta per controllare, diventa Scarlet Witch - una delle figure più potenti della Marvel Cinematic Universe". IndieWire ha elogiato la performance di Elizabeth Olsen nei panni di Wanda, affermando che "il suo lavoro in "WandaVision" mostra il suo straordinario talento drammatico e, cosa ancora più impressionante, la presenta come una vera delizia comica". The Ringer si è complimentato con l'evoluzione del personaggio attraverso tutte le sue apparizioni, spiegando: "È passata da una figura misteriosa che persino Thanos ha trattato con indifferenza a uno dei personaggi più avvincenti del MCU". Per la sua interpretazione in Doctor Strange nel Multiverso della Follia la Olsen ha ricevuto il plauso della critica, tanto che alcuni critici cinematografici hanno affermato che potrebbe portare l'attrice a ricevere la sua prima nomination all'Oscar. Davis Caballero di Screen Rant ha definito Olsen la "stella definitiva" della Fase Quattro del MCU per la sua interpretazione in WandaVision e Doctor Strange nel Multiverso della Follia, scrivendo: "Nessuno si avvicina a ciò che Olsen ha ottenuto in WandaVision e Nel Multiverso della Follia; in effetti, l'attrice ha alzato l'asticella troppo in alto". Rachel Leishman di The Mary Sue ha scritto che la Olsen è riuscita a capire e ritrarre il dolore provato dal suo personaggio attraverso il film, definendola una "centrale elettrica". Matthew Bond del Daily Mail ha trovato eccezionale la performance di Olsen in Doctor Strange, affermando che rappresenta la migliore caratteristica del film.

### Riconoscimenti
| Anno | Opera                      | Premio                               | Categoria                                                            | Risultato  | Riferimenti |
| ---- | -------------------------- | ------------------------------------ | -------------------------------------------------------------------- | ---------- | ----------- |
| 2015 | Avengers: Age of Ultron    | Teen Choice Awards                   | Miglior stella emergente in un film                                  | Candidata  | [ 41 ]      |
| 2016 | Captain America: Civil War | Teen Choice Awards                   | Miglior intesa in un film                                            | Candidata  | [ 42 ]      |
| 2018 | Avengers: Infinity War     | MTV Movie & TV Awards                | Miglior combattimento                                                | Candidata  | [ 43 ]      |
| 2018 | Avengers: Infinity War     | Teen Choice Awards                   | Miglior attrice in un film d'azione                                  | Candidata  | [ 44 ]      |
| 2021 | WandaVision                | MTV Movie & TV Awards                | Miglior performance in una serie                                     | Vincitrice | [ 45 ]      |
| 2021 | WandaVision                | MTV Movie & TV Awards                | Miglior combattimento                                                | Vincitrice | [ 45 ]      |
| 2021 | WandaVision                | Gold DerbyGold Derby TV Awards       | Performance dell'anno                                                | Candidata  | [ 46 ]      |
| 2021 | WandaVision                | Gold DerbyGold Derby TV Awards       | Miglior attrice in una miniserie                                     | Candidata  | [ 46 ]      |
| 2021 | WandaVision                | Hollywood Critics Association Awards | Miglior attrice in una miniserie, serie antologica o film televisivo | Candidata  | [ 47 ]      |
| 2021 | WandaVision                | Dorian Awards                        | Miglior performance televisiva                                       | Candidata  | [ 48 ]      |
| 2021 | WandaVision                | Primetime Emmy Awards                | Miglior attrice protagonista in una miniserie o film                 | Candidata  | [ 49 ]      |
| 2021 | WandaVision                | TCA Awards                           | Risultati individuali nel dramma                                     | Candidata  | [ 50 ]      |
| 2022 | WandaVision                | Golden Globes Awards                 | Migliore attrice in una miniserie o film televisivo                  | Candidata  | [ 6 ]       |
| 2022 | WandaVision                | Critics' Choice Super Awards         | Miglior attrice in una serie supereroistica                          | Vincitrice | [ 51 ]      |
| 2022 | WandaVision                | Kids' Choice Awards                  | Miglior attrice                                                      | Candidata  | [ 52 ]      |